# Volkameria aculeata
Volkameria aculeata är en kransblommig växtart som beskrevs av Carl von Linné. Volkameria aculeata ingår i släktet Volkameria och familjen kransblommiga växter. Inga underarter finns listade i Catalogue of Life.

## Bildgalleri

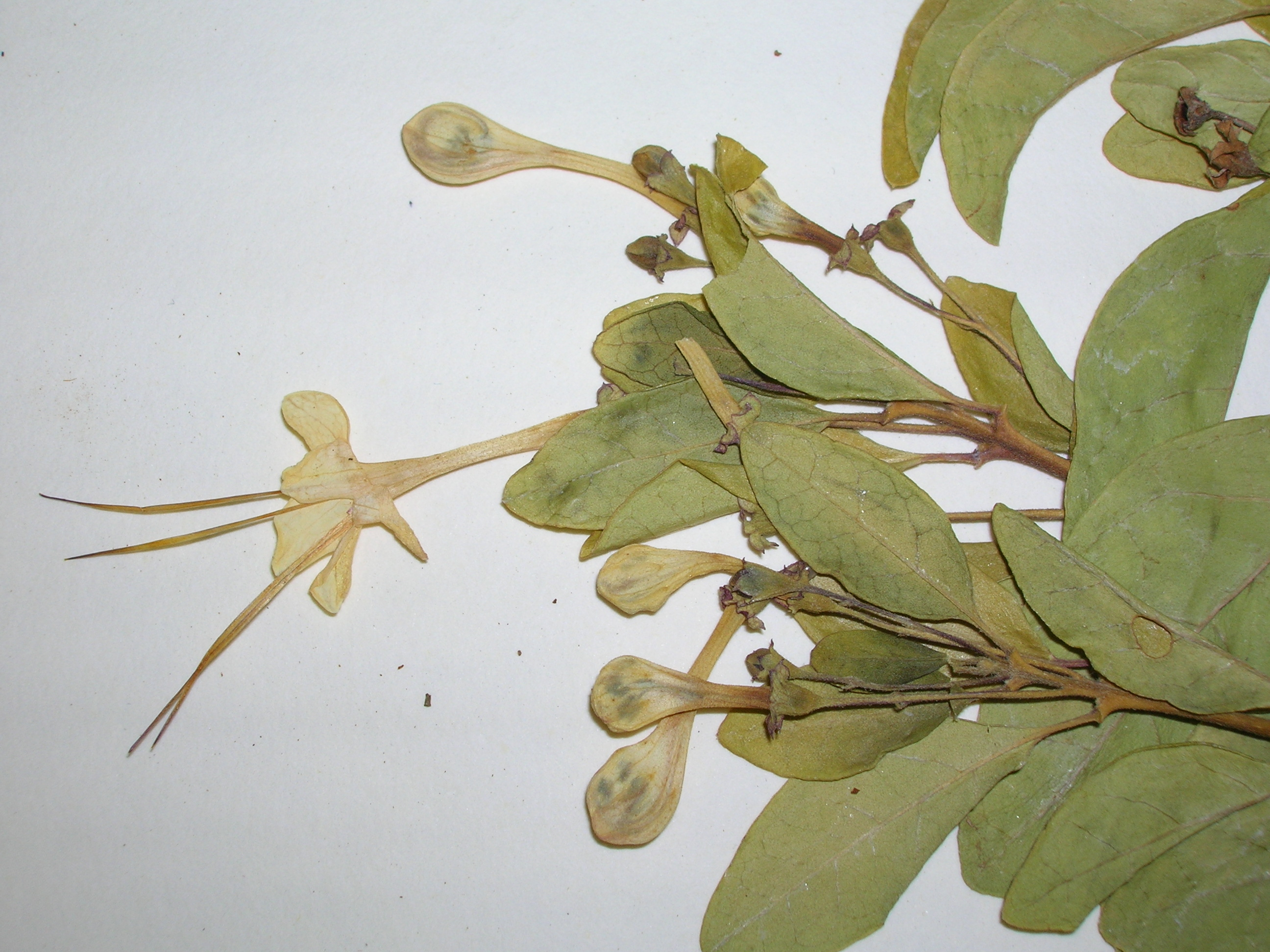